# Getterson
Getterson Alves dos Santos, noto semplicemente come Getterson (Engenheiro Beltrão, 16 maggio 1991), è un calciatore brasiliano, attaccante del Jacuipense.

## Caratteristiche tecniche
È un'ala destra.

## Carriera
Ha esordito in Série A il 16 maggio 2017 disputando con il Coritiba l'incontro vinto 4-1 contro l'Atl. Goianiense.